# Suddivisione amministrativa del Regno delle Due Sicilie

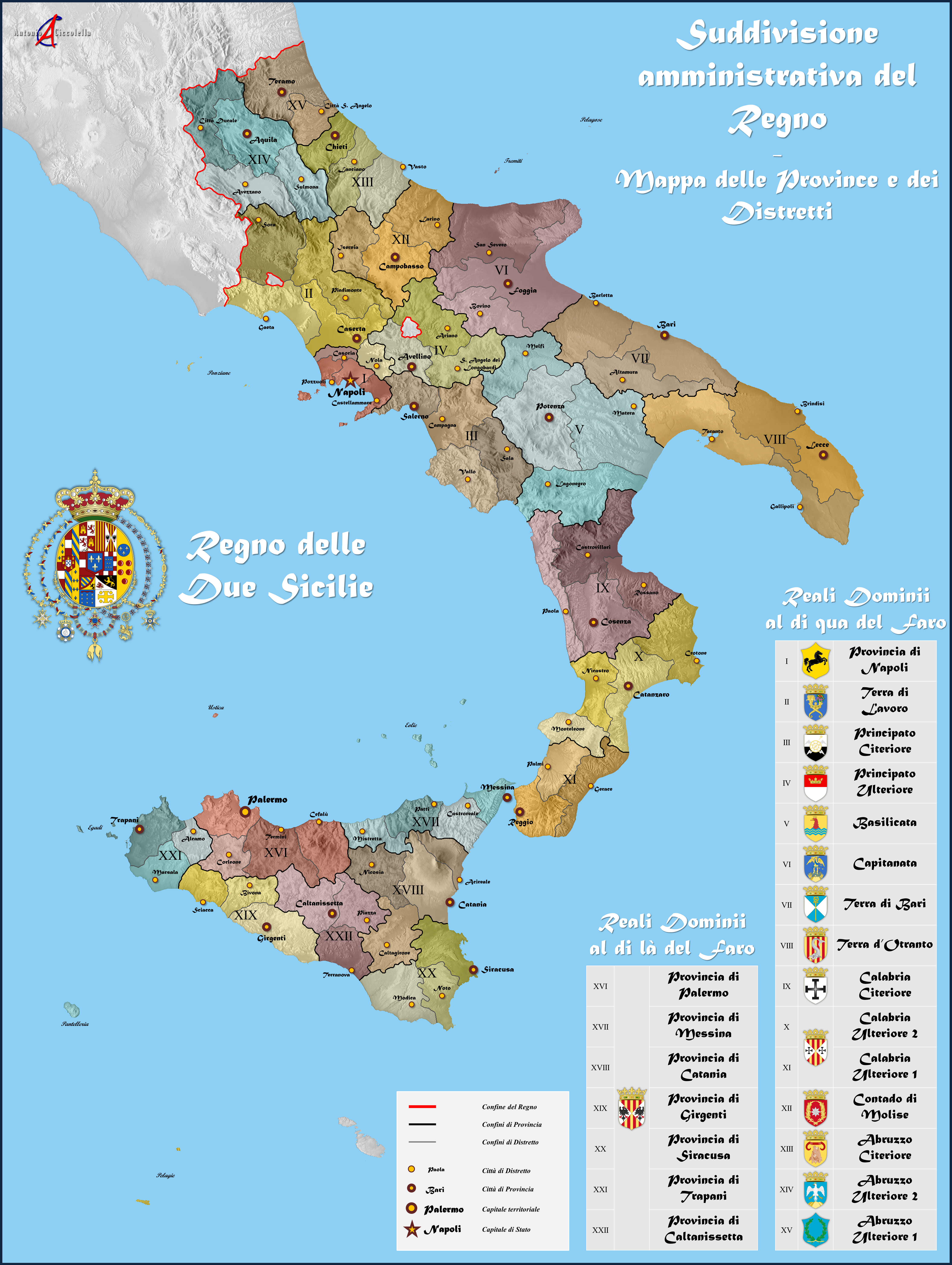
Suddivisione amministrativa del Regno delle Due Sicilie

La suddivisione amministrativa del Regno delle Due Sicilie dal 1817 era basata su una struttura a 4 livelli. Le divisioni di primo livello, dette provincie, erano 22. Le 22 province erano suddivise in 76 distretti. I distretti erano suddivisi in circondari (presenti in numero complessivo di 684). I circondari erano suddivisi in comuni (un totale di 2189 nell'anno 1840).

## Storia

### Reali Dominii al di qua del Faro
Giuseppe Bonaparte, con la legge n. 132 dell'8 agosto 1806 sulla divisione ed amministrazione delle provincie del Regno, riformò la ripartizione territoriale dello Stato sulla base del modello francese. Negli anni successivi (tra il 1806 e il 1811), una serie di decreti ridisegnò le circoscrizioni delle Province napoletane, tra i quali il n. 922 del 4 maggio 1811 di Gioacchino Murat,  per la nuova circoscrizione delle quattordici provincie del Regno di Napoli.

### Reali Dominii al di là del Faro
In Sicilia, sin dalla prima stesura della Costituzione del 1812, erano in vigore i distretti che consistevano nelle circoscrizioni territoriali di 21 città demaniali cui vennero aggiunti i territori di Bivona e di Caltanissetta, entrambe fino ad allora feudali. Fino al 1817, non ci furono grosse modifiche e l'unificazione dei due regni previde, anche per la Sicilia, l'istituzione delle province (il numero delle province "isolane" fu fissato in sette), riportando i distretti al di sotto di esse.
Nel 1819, i distretti vennero, quindi, suddivisi in entità minori, i circondari. Il Regio Decreto del 30 maggio 1819, infatti, previde la suddivisione dei distretti in diversi "circondari", che presero nome dai rispettivi capoluoghi.
Negli anni venti dell'Ottocento, in seguito ad una grave crisi finanziaria che colpì la società isolana, il governo fu indotto a modificare l'assetto amministrativo dell'isola: inizialmente fu prevista la riduzione delle province da 7 a 4 e l'abolizione di alcune sottintendenze. Il Regio Decreto dell'8 marzo 1825, tuttavia, mantenne la suddivisione della Sicilia in 7 province, ma abolì tutte le sottintendenze. Ciononostante, il ridimensionamento dell'apparato amministrativo e rappresentativo del distretto fu uno dei motivi che causarono numerose rivolte in tutta l'isola, in particolar modo nel 1837. In seguito a questi episodi, il governo provvide a modificare nuovamente gli apparati amministrativi distrettuali: vennero reintrodotte le sottintendenze, i Consigli Distrettuali e gli Ispettorati distrettuali di polizia; furono abolite, però, le Compagnie d'Armi, sostituite da distaccamenti distrettuali della Regia Cavalleria.

## Province
Le province erano classificate, in base all'importanza, in tre classi. Le province Siciliane erano dette Reali domini di là del Faro. Tutti i dati si riferiscono al 1856.
| Provincia               | Capoluogo       | Popolazione (ab.) | Superficie (km²) | Densità (ab./km²) | Distretti                                      | Circondari | Comuni |
| ----------------------- | --------------- | ----------------- | ---------------- | ----------------- | ---------------------------------------------- | ---------- | ------ |
| Napoli                  | Napoli          | 441 802           | 988              | 447,2             | Napoli, Casoria, Castellammare, Pozzuoli       | 44         | 69     |
| Terra di Lavoro         | Caserta         | 774 523           | 6 464            | 119,8             | Caserta, Nola, Gaeta, Sora, Piedimonte d'Alife | 50         | 236    |
| Principato Citeriore    | Salerno         | 583 979           | 5 864            | 99,6              | Salerno, Sala, Campagna, Vallo                 | 44         | 124    |
| Basilicata              | Potenza         | 517 354           | 10 748           | 48,1              | Potenza, Matera, Lagonegro, Melfi              | 44         | 124    |
| Principato Ulteriore    | Avellino        | 375 313           | 3 752            | 100,0             | Avellino, Ariano, Sant'Angelo dei Lombardi     | 34         | 134    |
| Capitanata              | Foggia          | 334 878           | 7 562            | 44,3              | Foggia, San Severo, Bovino                     | 32         | 64     |
| Terra di Bari           | Bari            | 545 252           | 6 115            | 89,2              | Bari, Barletta, Altamura                       | 37         | 55     |
| Terra d'Otranto         | Lecce           | 431 949           | 7 445            | 58,0              | Lecce, Taranto, Gallipoli, Brindisi            | 44         | 100    |
| Calabria Citeriore      | Cosenza         | 456 018           | 6 790            | 67,2              | Cosenza, Castrovillari, Rossano, Paola         | 43         | 152    |
| Calabria Ulteriore II   | Catanzaro       | 393 584           | 5 350            | 73,6              | Catanzaro, Monteleone, Nicastro, Cotrone       | 37         | 153    |
| Calabria Ulteriore I    | Reggio Calabria | 338 180           | 5 689            | 59,4              | Reggio, Gerace, Palmi                          | 28         | 108    |
| Molise                  | Campobasso      | 381 212           | 4 609            | 82,7              | Campobasso, Isernia, Larino                    | 33         | 142    |
| Abruzzo Citeriore       | Chieti          | 323 823           | 3 223            | 100,5             | Chieti, Lanciano, Vasto                        | 25         | 121    |
| Abruzzo Ulteriore II    | Aquila          | 335 685           | 6 533            | 51,4              | Aquila, Cittaducale, Sulmona, Avezzano         | 32         | 125    |
| Abruzzo Ulteriore I     | Teramo          | 238 560           | 3 206            | 74,4              | Teramo, Penne                                  | 18         | 75     |
| Palermo                 | Palermo         | 341 326           | 5 144            | 66,4              | Palermo, Termini, Cefalù, Corleone             | 34         | 75     |
| Messina                 | Messina         | 384 664           | 3 593            | 107,1             | Messina, Castroreale, Patti, Mistretta         | 29         | 98     |
| Catania                 | Catania         | 417 832           | 4 568            | 91,5              | Catania, Caltagirone, Nicosia, Acireale        | 33         | 62     |
| Girgenti                | Girgenti        | 250 795           | 3 567            | 70,3              | Girgenti, Bivona, Sciacca                      | 23         | 41     |
| Noto                    | Noto            | 254 593           | 3 841            | 66,3              | Siracusa, Modica, Noto                         | 22         | 31     |
| Trapani                 | Trapani         | 202 279           | 3 522            | 57,4              | Trapani, Mazara, Alcamo                        | 15         | 21     |
| Caltanissetta           | Caltanissetta   | 185 531           | 3 086            | 60,1              | Caltanissetta, Piazza, Terranova               | 19         | 29     |
|                         |                 |                   |                  |                   |                                                |            |        |
| Regno delle Due Sicilie | Napoli          | 9 117 050         | 111 557          | 81,7              | 77                                             | 720        | 2 210  |

## Circondari e comuni
I circondari del Regno delle Due Sicilie costituivano il terzo livello amministrativo dello stato, collocandosi in posizione intermedia tra il distretto e il comune. La circoscrizione, infatti, delimitava un ambito territoriale che abbracciava, generalmente, uno o più comuni, tra i quali veniva individuato un capoluogo. Facevano eccezione, però, le grandi città: queste, vista la vastità del territorio, erano frazionate in due o più circondari, che includevano uno o più quartieri .
Istituiti a seguito della fusione del Regno di Napoli con il Regno di Sicilia nel 1816, vennero soppressi in seguito all'invasione garibaldina e all'annessione al Regno di Sardegna.
Le funzioni del circondario riguardavano esclusivamente l'amministrazione della giustizia: tali funzioni giudiziarie erano affidate al giudice di circondario. Questo magistrato, che risiedeva nel comune capoluogo di circondario, era eletto dal sovrano e aveva competenza in materia civile e penale. Inoltre, dove erano assenti i commissariati di polizia, al Giudice di Circondario era affidata anche la polizia ordinaria e giudiziaria.
I centri abitati, in base ai dati del Dizionario Statistico del regno, nel 1840 erano 3.333.
Di questi paesi erano riconosciuti come comuni soltanto 2.189 mentre la restante parte erano identificati come villaggi, borghi, subborghi, casali (Provincia di Napoli, Principato Citeriore), rioni (Calabria Citeriore) o ville (Abruzzo) appartenenti a comuni limitrofi.

## Organi amministrativi
Il Regio decreto n. 932 dell'11 ottobre 1817 di Ferdinando I re delle Due Sicilie – con decorrenza dal 1º gennaio 1818 – dispose che i tre valli di Sicilia (Vallo di Mazara, Val di Noto, Val Demone) venissero divisi in sette valli minori ed amministrati da sette Intendenze: Palermo, Messina, Catania, Girgenti, Siracusa, Trapani e Caltanissetta.
A capo di ogni vallo (provincia) vi era un Intendente, coadiuvato dalla Segreteria d'Intendenza e dal Consiglio d'intendenza; il Consiglio provinciale, composto da 15 membri annuali proposti dai Comuni della provincia e nominati dal sovrano, era un organo deliberativo ed aveva un proprio bilancio. A capo di ogni Capoluogo di Distretto che non era sede di Intendenza, invece, vi era un Sottintendente, cioè la prima autorità del Distretto, mentre altri organi amministrativi erano la Segreteria di sottintendenza ed il Consiglio Distrettuale, composto da 11 consiglieri.